# Yasmine Hammamet

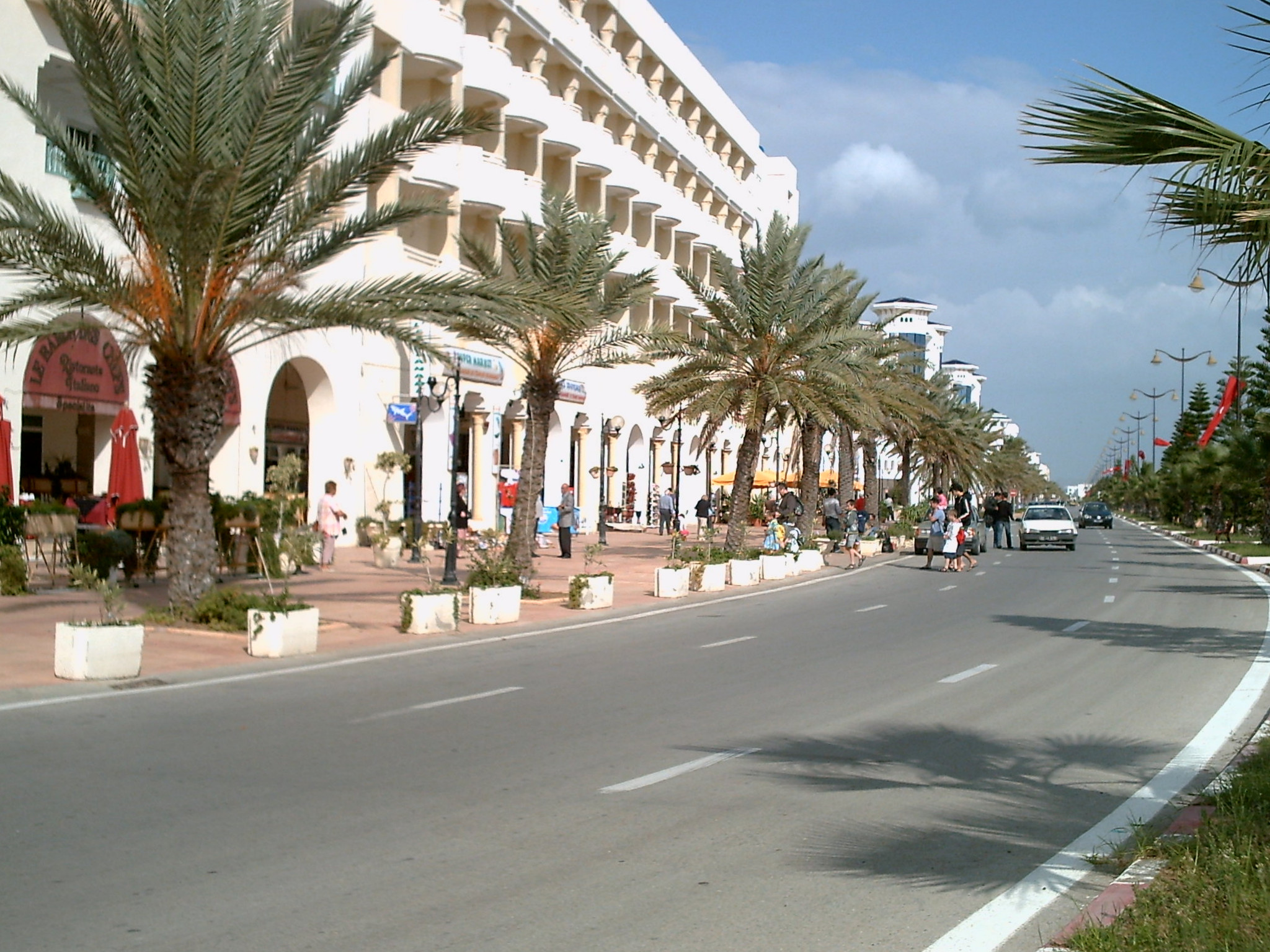
Strandpromenade in Yasmine Hammamet

Yasmine Hammamet ist ein Touristenzentrum nahe der tunesischen Stadt Hammamet. Das Projekt der Erschließung wurde 1990 angestoßen. Mittlerweile umfasst Yasmine Hammamet eine Fläche von ca. 277 Hektar, auf denen 44 Hotels mit einer Kapazität von 19.000 Betten stehen. 80 % der Hotels sind in der Kategorie 4-Sterne oder höher. Es gibt weitere Betten in Privatunterkünften und Ferienwohnungen. Neben dem 4 Kilometer langen Sandstrand gelten ein Yachthafen mit 740 Liegeplätzen, ein Kongresszentrum, ein Kasino, eine Kunsteisbahn, der Freizeitpark Carthageland und zwei Golfplätze als Touristenattraktionen. 2003 wurde mit der Medina Mediterranea versucht, der Retortensiedlung einen Marktplatz im Stil eines altarabischen Stadtzentrums zu geben. Hauptverantwortlich für die Projektentwicklung von Yasmine Hammamet zeichnet die  Société d’Etudes et de Développement HAMMAMET SUD.

## Lage und Verkehrsanbindung
Yasmine Hammamet liegt am Golf von Hammamet, im Süden der gleichnamigen Stadt im Südosten der Halbinsel Cap Bon. Es liegt an der Autobahn von Tunis nach Sfax. Der nächstgelegene Flughafen ist der Flughafen Enfidha-Hammamet.

Eindrücke aus Yasmine Hammamet
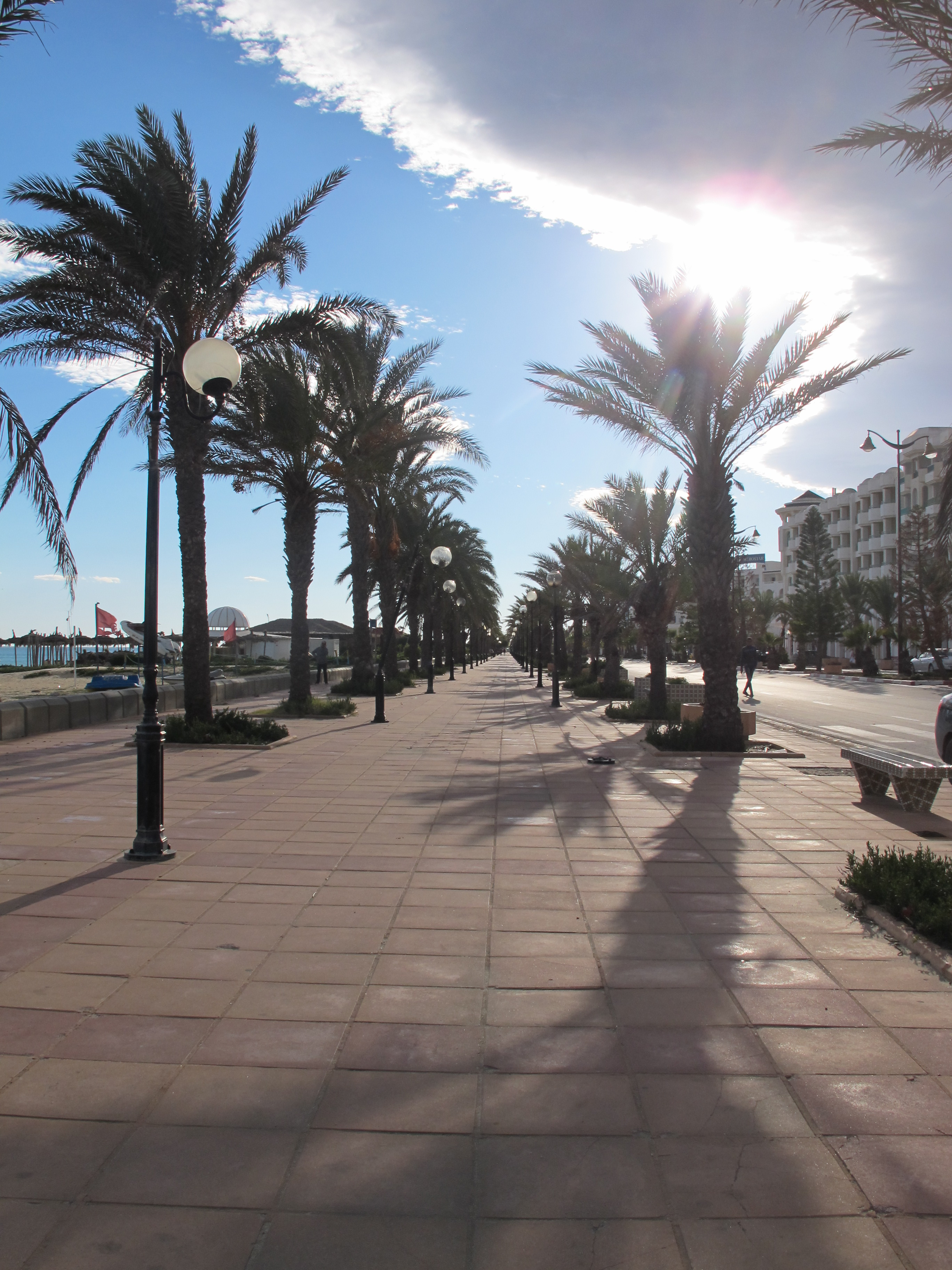
Die Uferpromenade, nicht weit vom Yachthafen
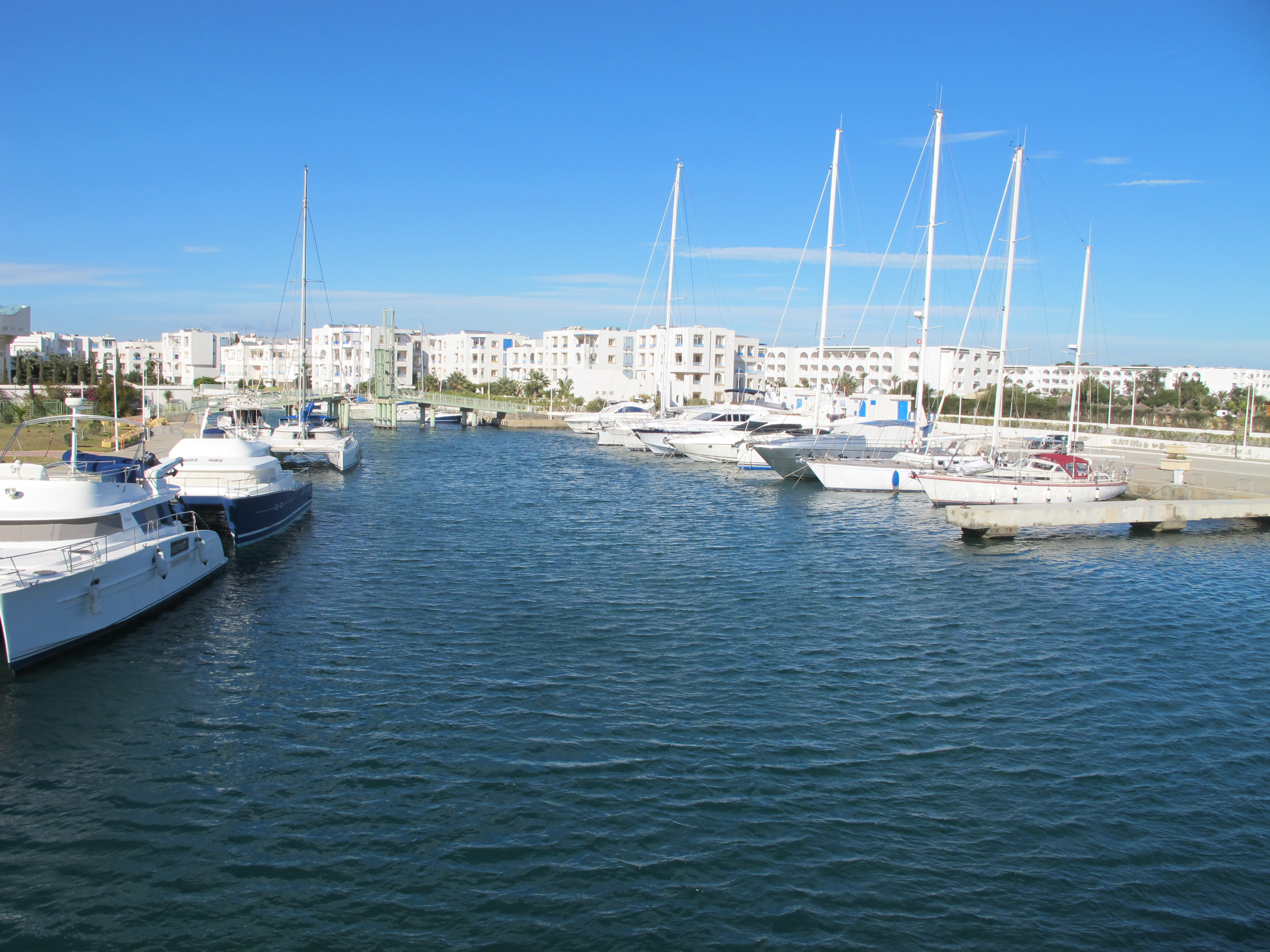
Blick vom Yachthafen landeinwärts
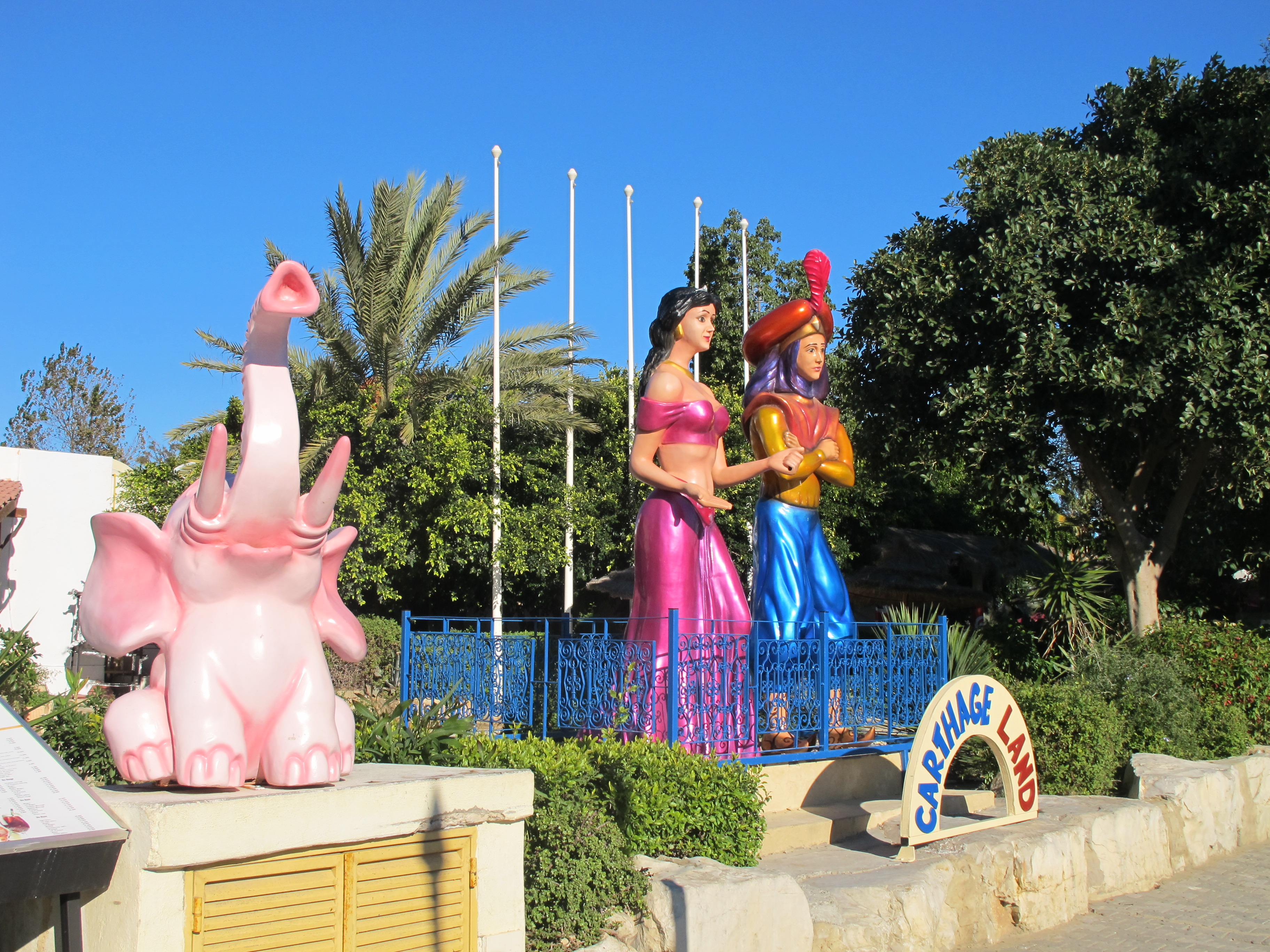
Werbung für das Carthageland
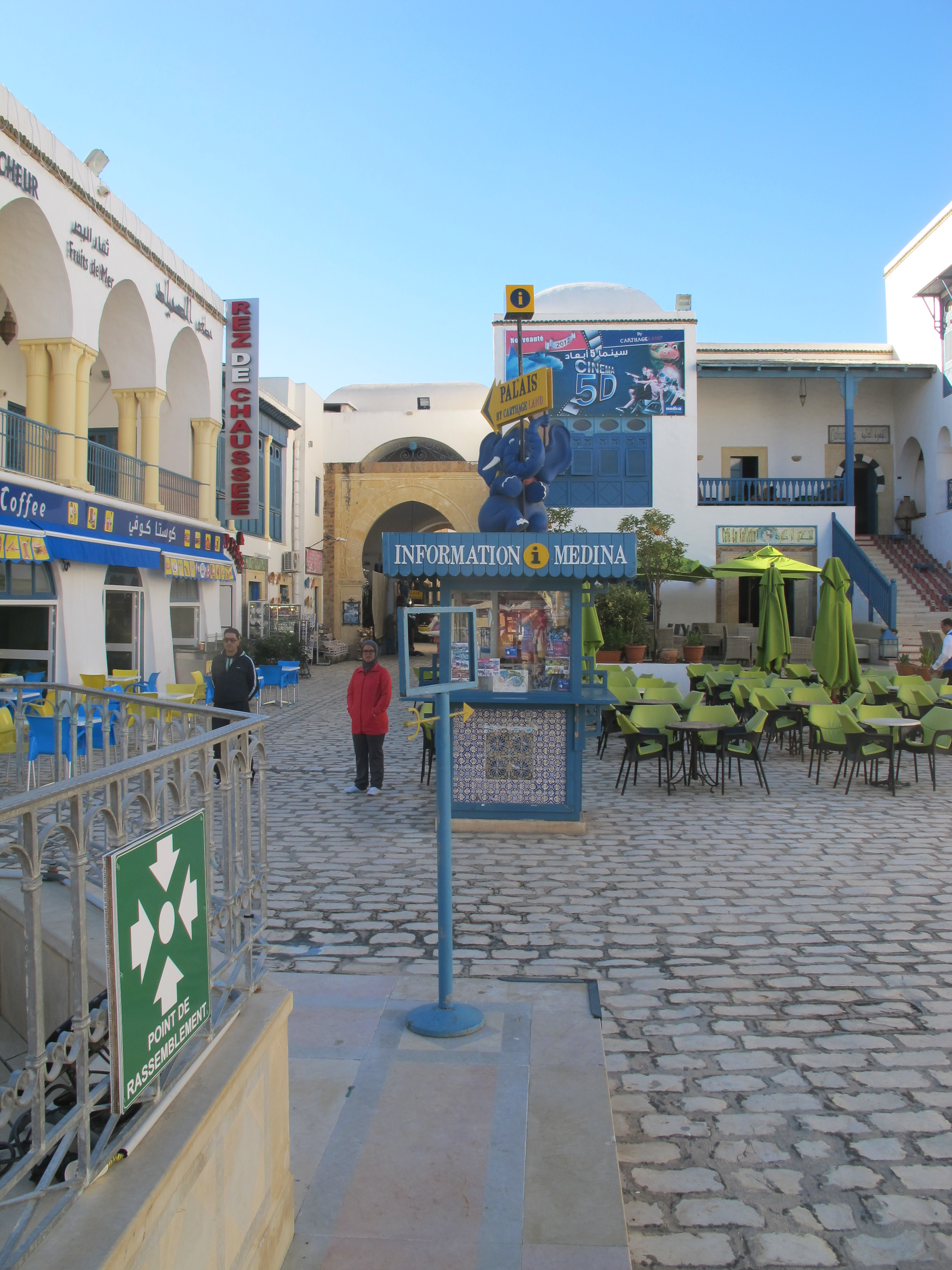
Infopoint in der künstlichen Medina
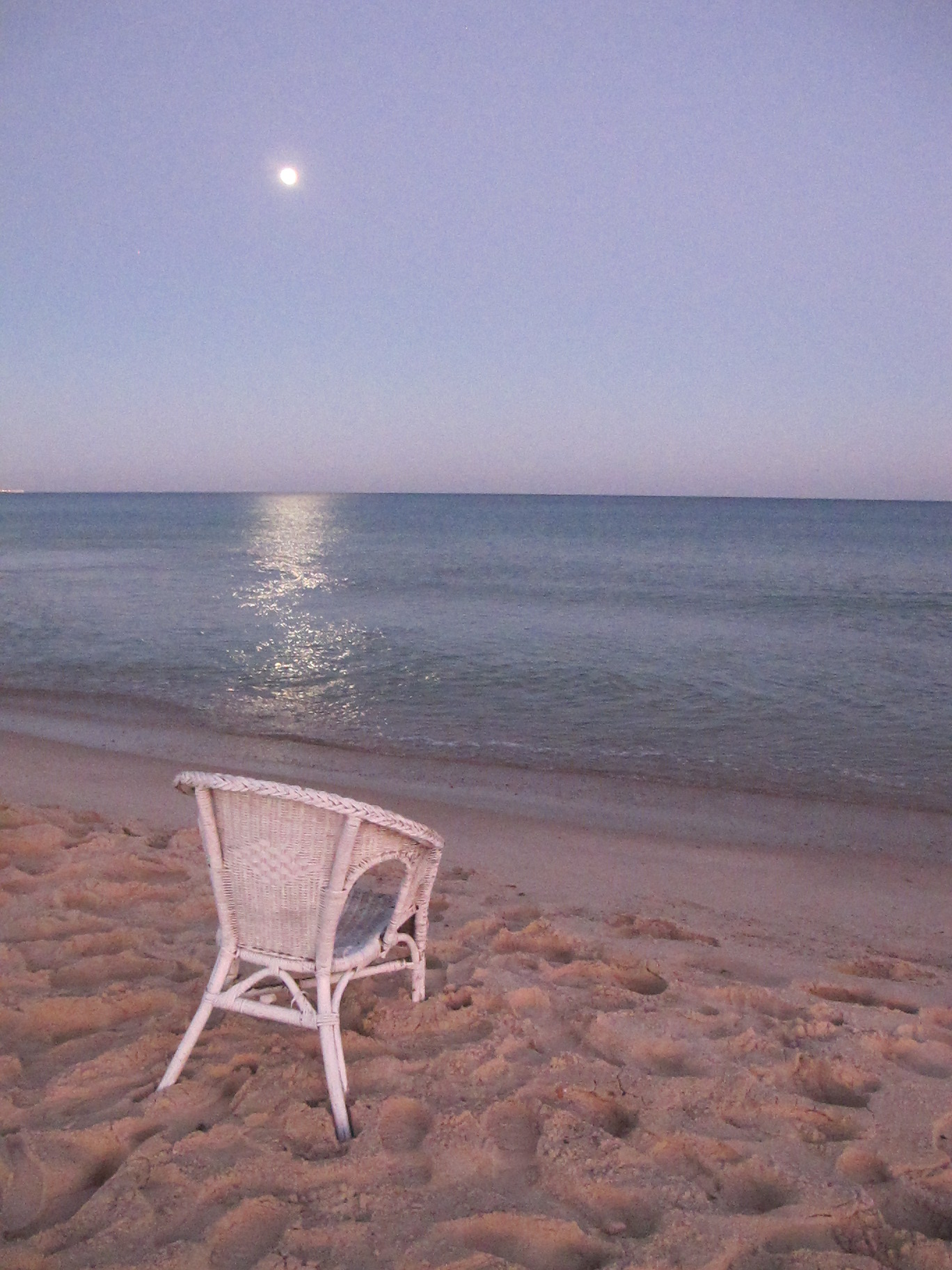
Abendstimmung am Strand
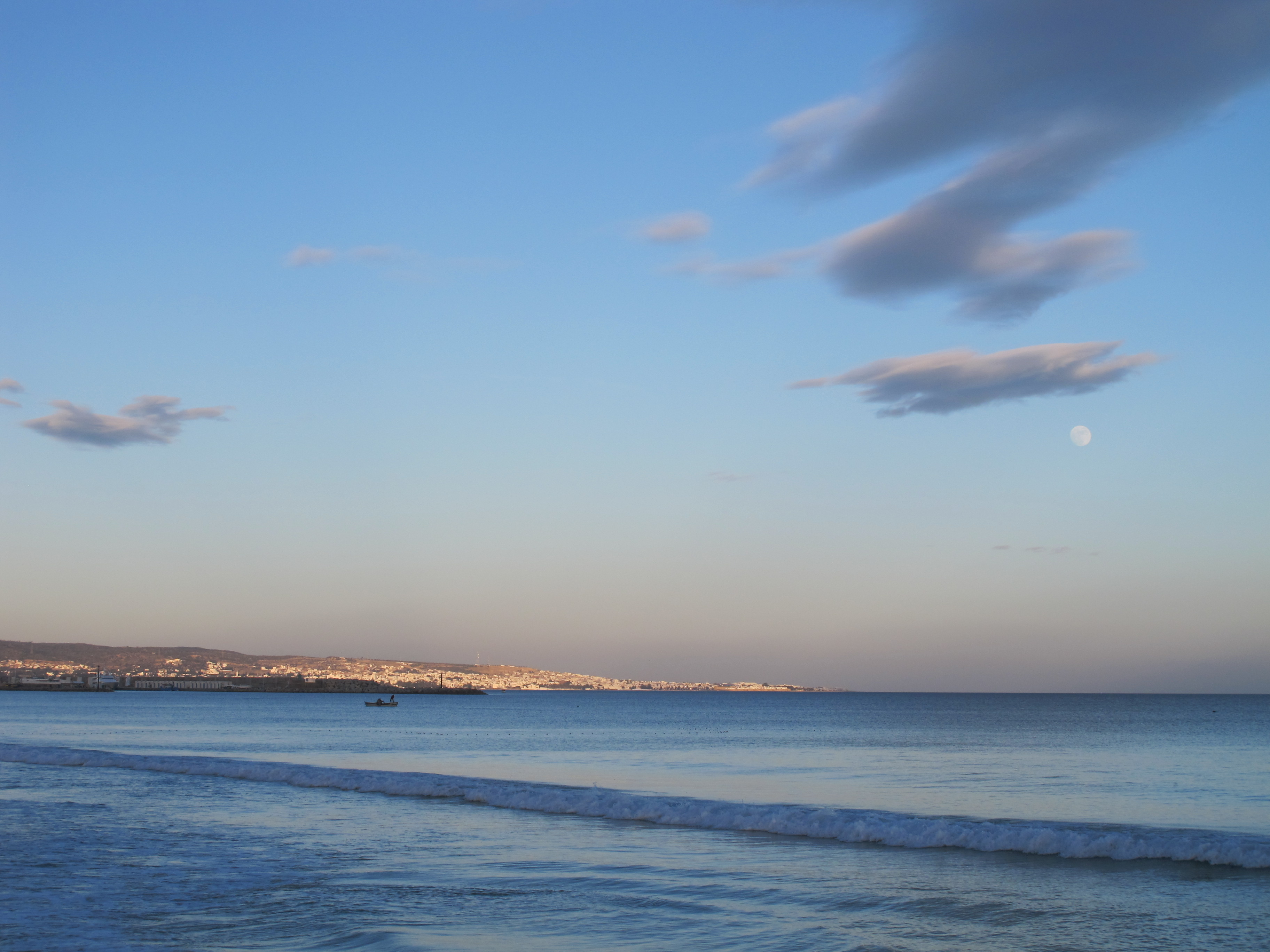
Blick vom Strand in Richtung Hammamet